# Detroit
Detroit é a cidade mais populosa e mais famosa do estado estadunidense de Michigan. É a sede do condado de Wayne.
Segundo o censo nacional de 2020, a cidade propriamente dita tem mais de 639 mil habitantes. Já a região metropolitana possui aproximadamente 4,4 milhões de moradores — não contando a cidade de Windsor, no Canadá, localizada imediatamente ao leste de Detroit, do outro lado do Lago St. Clair. É a 27ª cidade mais populosa dos Estados Unidos.

## Geografia
De acordo com o Departamento do Censo dos Estados Unidos, a cidade tem uma área de 370,1 km², dos quais 359,3 km² estão cobertos por terra e 10,8 km² (2,9%) por água.

### Região Metropolitana
A região metropolitana de Detroit abriga uma população de 4 392 041 habitantes.

### Clima
Detroit possui um clima subártico, com invernos frios e com precipitação de neve moderada, e verões quentes e úmidos. Temperaturas extremas (menores do que -17°C ou maiores do que 35 °C) são raras, por causa da proximidade de grandes corpos d' água, que amenizam as temperaturas. A temperatura mais baixa já registrada em Detroit foi de -27 °C, registrada em 19 de janeiro de 1994. A temperatura mais alta já registrada na cidade foi de 39 °C, registrada em 25 de junho de 1988.
| Mês                           | Jan  | Fev  | Mar | Abr  | Mai  | Jun  | Jul  | Ago  | Set  | Out  | Nov  | Dez  | Ano   |
| ----------------------------- | ---- | ---- | --- | ---- | ---- | ---- | ---- | ---- | ---- | ---- | ---- | ---- | ----- |
| Temperatura média mínima (°C) | -8   | -7   | -2  | 2    | 8    | 13   | 16   | 15   | 11   | 5    | 0    | -5   | 3     |
| Temperatura média máxima (°C) | 0    | 0    | 6   | 14   | 21   | 26   | 28   | 27   | 23   | 16   | 9    | 1    | 14    |
| Precipitação (mm)             | 48,3 | 43,2 | 61  | 76,2 | 73,7 | 91,4 | 78,7 | 86,4 | 71,1 | 55,9 | 68,6 | 63,5 | 820,4 |
| Fonte: Weatherbase            |      |      |     |      |      |      |      |      |      |      |      |      |       |

## Demografia
Desde 1900, o crescimento populacional médio, a cada dez anos, é de 12,9%, embora venha perdendo população nos últimos 60 anos.

### Censo 2020
De acordo com o censo nacional de 2020, a sua população é de 639 111 habitantes e sua densidade populacional é de 1 778,7 hab/km². Houve um decréscimo populacional na última década de -10,5%, bem abaixo do crescimento estadual de 2,0%. Continua sendo a cidade mais populosa do estado, contudo, perdeu nove posições em relação ao censo anterior, caindo para a 27ª cidade mais populosa do país.

### Censo 2010
Segundo o censo nacional de 2010, a sua população era de 713 777 habitantes e sua densidade populacional de 1 929 hab/km². Era a 18ª cidade mais populosa dos Estados Unidos.

## Infraestrutura

### Problemas
Detroit é considerada uma das grandes cidades mais violentas dos Estados Unidos, estando em primeiro lugar com a maior taxa de homicídios dentre as 60 maiores cidades estadunidenses, tendo uma média de 47 homicídios a cada grupo de 100 mil habitantes, em 2006.

### Transportes
Entre 1976 e 2003, a cidade contou com uma linha de bondes históricos para fins turísticos; a sua frota era constituída por veículos maioritariamente oriundos de Lisboa (6 de 8 unidades).

## Marcos históricos
O Registro Nacional de Lugares Históricos lista 274 marcos históricos em Detroit. Os primeiros marcos foram designados em 11 de março de 1971 e o mais recente em 16 de abril de 2021, o Detroit Savings Bank Southwest Branch.

## Cidades irmãs
Detroit possui sete cidades irmãs:
- Turim, Itália
- Dubai, Emirados Árabes Unidos
- Kitwe, Zâmbia
- Minsque, Bielorrússia
- Nassau, Bahamas
- Toyota, Japão
- Baçorá, Iraque

## Imagens

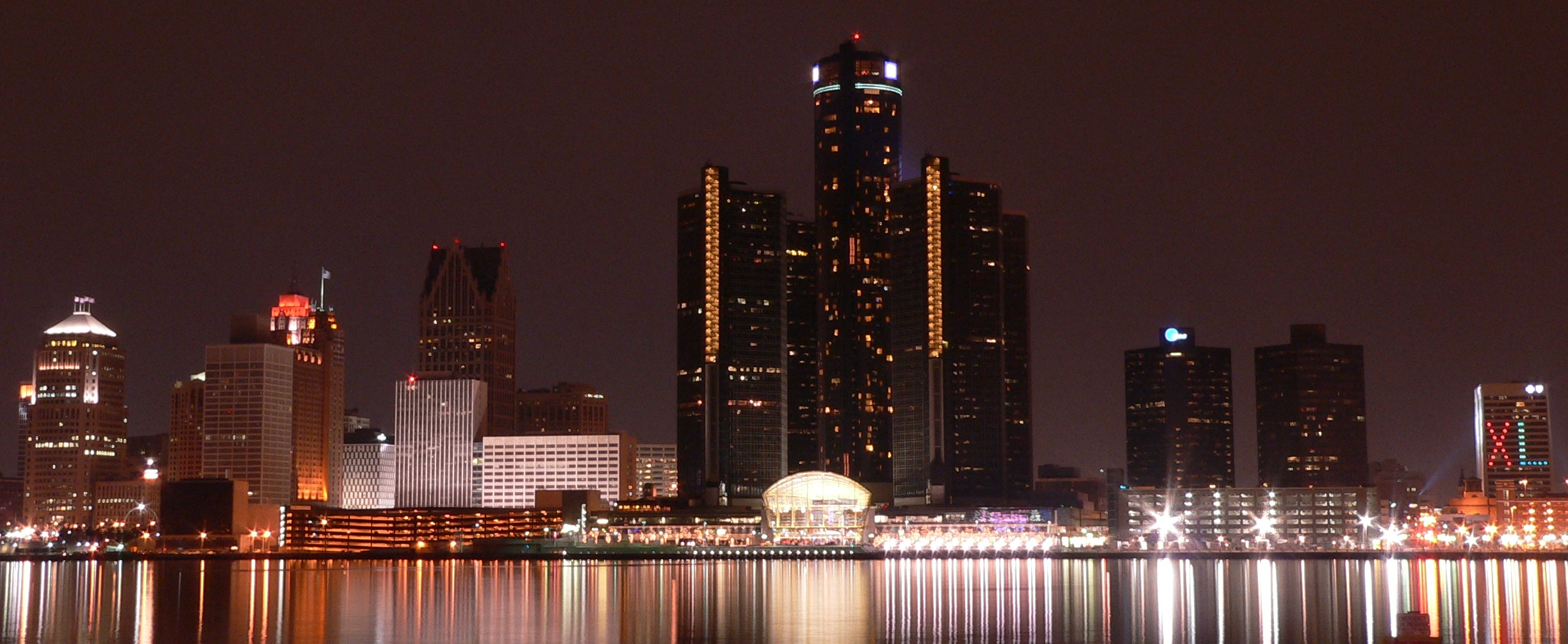
Skyline do centro financeiro de Detroit. Em destaque, a sede mundial da General Motors